# Južni otok
 Ovo je glavno značenje pojma Južni otok. Za druga značenja pogledajte Južni otok (razdvojba).
Južni otok (eng.: South Island, maorski: Te Wai Pounamu) - jedan od dva glavna otoka koja čine Novi Zeland (drugi je Sjeverni otok). Ima površinu od 151 215 km², što ga čini dvanaestim otokom po veličini na svijetu.
Prvi Europljani, koji su stigli do ovog otoka bili su u ekspediciji Nizozemca Abela Tasmana. Njegova dva broda stigla su u Zlatni zaljev na sjeveru otoka u prosincu 1642. U 19. stoljeću, na nekim se kartama otok nazivao "Srednja zemlja" ili "Novi Alster".
Duž zapadne obale Južnog otoka pruža se lanac planina Južnih Alpi, čiji najviši vrh Mt. Cook ima 3 754 metara nadmorske visine. Na otoku postoji 9 nacionalnih parkova, a poznat je i po skijalištima.
Na otoku živi 1 008 400 ljudi, što je oko četvrtina naroda Novog Zelanda. U prošlosti (19. stoljeće) ovdje je živjela većina stanovništva. Otok je podijeljeno u sedam okruga: Nelson, Marlborough, Tasman, Otago, Canterbury, West Coast, Southland. Najveći gradovi na otoku su: Christchurch, Danedin i Invercargill.

## Galerija
- Nacionalni park Abel Tasman.
- Karta željezničke mreže otoka.